# Kabupaten Sintang
Kabupaten Sintang är ett kabupaten i Indonesien.   Det ligger i provinsen Kalimantan Barat, i den nordvästra delen av landet, 900 km nordost om huvudstaden Jakarta. Antalet invånare är 364 759.